# 白羊寺
白羊寺（ペギャンサ、はくようじ、朝鮮語: 백양사）は、 大韓民国全羅南道長城郡にある寺院。韓国仏教界の最大勢力である曹渓宗（大韓仏教曹渓宗）の五大叢林の一つで古仏叢林と呼ばれている。また曹渓宗の第18教区本寺である。

## 歴史
曹渓宗（大韓仏教曹渓宗）は632年（百済武王33年）に百済の僧侶如幻が華厳宗の白岩寺を建てたことをもって、白羊寺の創建としている。高麗時代の1034年（徳宗3年）に僧侶の中廷が建物を建て直し、浄土寺とした。
李氏朝鮮の太宗による1407年（太宗7年）の仏教弾圧の際、存続を許された88寺院の中に白羊寺の名前はなく、廃寺になったようである。 世宗による1424年（世宗6年）の仏教弾圧の際も、存続を許された36寺院の中に名前はなく、引き続き廃寺のままだったようである（朝鮮の仏教#李氏朝鮮時代の仏教弾圧）。
その後、寺は復興し、粛宗（在位1675年 - 1720年）の時代に浄土寺から白羊寺に名前を変えた。
火災で焼失したが、高宗元年（1864年）に桃岩禅師が再建した。
日本統治時代の1911年、寺刹令施行規則（7月8日付）によって、朝鮮三十本山に指定された（1924年以降は朝鮮三十一本山）。
1917年に宋曼岩禅師が重修し、さらに裴鶴山禅師が重修して現在にいたる。なお現在の宗派は曹渓宗である。
2010年11月2日午後3時21分頃に火災が発生したが、文化財の被害はなかった。